# Joseph E. McDonald
Joseph Ewing McDonald, född 29 augusti 1819 i Butler County, Ohio, död 21 juni 1891 i Indianapolis, Indiana, var en amerikansk demokratisk politiker. Han representerade delstaten Indiana i båda kamrarna av USA:s kongress, först i representanthuset 1849-1851 och sedan i senaten 1875-1881.
McDonald studerade vid Wabash College och Asbury University (numera DePauw University). Han inledde 1843 sin karriär som advokat i Lafayette, Indiana. Han flyttade 1847 till Crawfordsville och besegrade whigpartiets kandidat Henry Smith Lane i kongressvalet 1848. Han kandiderade inte till omval som kongressledamot. McDonald var delstatens justitieminister (Indiana Attorney General) 1856-1860.
McDonald efterträdde 1875 Daniel D. Pratt som senator för Indiana. Efter en mandatperiod i senaten ställde han upp till omval men förlorade mot republikanen Benjamin Harrison.
McDonalds grav finns på Crown Hill Cemetery i Indianapolis.